# Русскоигнашкинский сельсовет
Русскоигнашкинский сельсовет — сельское поселение в Грачёвском районе Оренбургской области Российской Федерации.
Административный центр — село Русскоигнашкино.

## История
9 марта 2005 года в соответствии с законом Оренбургской области № 1897/325-III-ОЗ образовано сельское поселение Русскоигнашкинский сельсовет, установлены границы муниципального образования.

## Население
| 2010 | 2012 | 2013 | 2014 | 2015 | 2016 | 2017 |
| ---- | ---- | ---- | ---- | ---- | ---- | ---- |
| 682  | ↘670 | ↗671 | ↘642 | ↘624 | ↘617 | ↗619 |
| 2018 | 2019 | 2020 | 2021 |      |      |      |
| ↘600 | ↘585 | ↗587 | ↘579 |      |      |      |

## Состав сельского поселения
| № | Населённый пункт | Тип населённого пункта       | Население |
| - | ---------------- | ---------------------------- | --------- |
| 1 | Абрышкино        | село                         | 118       |
| 2 | Русскоигнашкино  | село, административный центр | 564       |